# WWF International Tag Team Championship
Il WWF International Tag Team Championship è stato un titolo della World Wrestling Federation dal 1969 al 1972 in seguito difeso anche nella New Japan Pro-Wrestling per breve tempo nel 1985.

## Storia del titolo
| Wrestlers:                                | Times:             | Date:             | Place:            | Notes:                                                                                      |
| ----------------------------------------- | ------------------ | ----------------- | ----------------- | ------------------------------------------------------------------------------------------- |
| Rising Suns (Toru Tanaka e Mitsu Arakawa) | 1                  | Giugno 1969       | Giappone          |                                                                                             |
| Battman (Tony Marino) e Bruno Sammartino  | 1                  | 8 dicembre, 1969  | Pittsburgh, PA    |                                                                                             |
| Tony Marino e Victor Rivera               | 1                  | 12 dicembre, 1969 | New York City, NY | Rivera rimpiazza Sammartino, quando questi è diventato WWWF World Heavyweight Champion.     |
| The Mongols (Bepo e Geto Mongol)          | 1                  | 15 giugno, 1970   | New York City, NY |                                                                                             |
| Bruno Sammartino e Dominic DeNucci        | 1                  | 18 giugno, 1971   | Pittsburgh, PA    |                                                                                             |
| The Mongols (Bepo e Geto Mongol)          | 2                  | 2 luglio, 1971    | New York City, NY |                                                                                             |
| Luke Graham e Tarzan Tyler                | 1                  | 12 novembre, 1971 | New York City, NY |                                                                                             |
| Bepo Mongol e Johnny DeFazio              | 1                  | 18 dicembre, 1971 | Pittsburgh, PA    |                                                                                             |
| Vacante e inattivo                        | Vacante e inattivo | 1972              |                   | Il titolo è stato reso vacante quando la compagnia di Pittsburgh è stata venduta dalla WWF. |
| Tatsumi Fujinami e Kengo Kimura           | 1                  | 24 maggio, 1985   | Kobe, Giappone    | Battendo Dick Murdoch e Adrian Adonis nella finale di un torneo.                            |
| Abbandonato                               | Abbandonato        | 31 ottobre, 1985  |                   | Il titolo è stato abbandonato quando la WWE ha chiuso la cooperazione con la NJPW.          |